# لیگ برتر بسکتبال زنان ایران ۱۳۹۲
لیگ برتر بسکتبال زنان ایران ۱۳۹۲ یا سوپر لیگ A سال ۱۳۹۲، دوازدهمین دورهٔ لیگ برتر بسکتبال زنان ایران بود که در ۱۶ اسفند ۱۳۹۲ به پایان رسید.
در مرحله گروهی تیم‌ها در دو گروه الف و ب قرار گرفتند و پس از پایان این مرحله در ۲۰ دی ماه، ۴ تیم برتر هر گروه به مرحله پلی‌آف راه یافتند.
در گروه الف تیمهای شهرداری بندرعباس ، کوشا تهران ، وحدت آریا تهران و رونا تهران به ترتیب به مقام های اول تا چهارم این گروه دست یافته و به مرحله پلی آف راه یافتند و تیم پنجم این گروه یعنی تیم رشد دانه گرگان از ادامه رقابتها بازماند.
در گروه ب نیز تیمهای آرارات تهران، کشاورز قزوین ، شرکت ملی گاز و هواپیمایی معراج کرمانشاه با کسب مقام های اول تا چهارم به مرحله بعدی رقابتها راه یافتند. تیم هیئت بسکتبال فارس نیز از راهیابی به مرحله پلی آف بازماند.
۸ تیم راه یافته در مرحله پلی‌آف به صورت ضربدری به مصاف هم رفتند تا ۴ تیم برتر برای صعود به مرحله نهایی مشخص شوند.
در مرحله نهایی این مسابقات چهار تیم آرارات، کوشا تهران، شهرداری بندرعباس، کشاورز قزوین به صورت رفت و برگشت با یکدیگر مسابقه دادند که در پایان تیم کشاورز قزوین به قهرمانی این مسابقات رسید و تیم‌های آرارات و شهرداری بندرعباس نایب قهرمان و سوم شدند.

## رده‌بندی پایانی

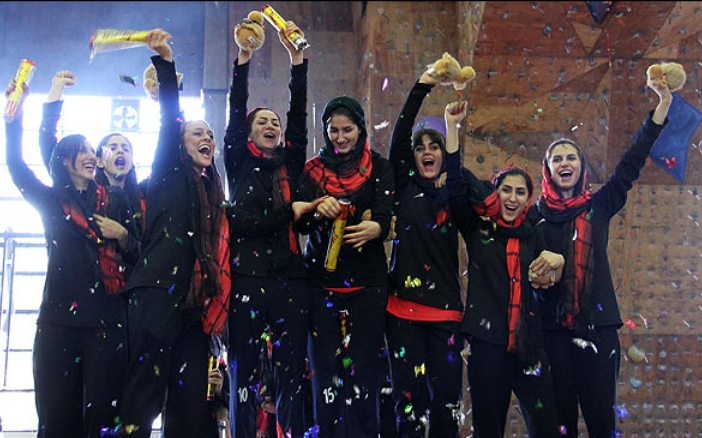
تیم کشاورز قزوین قهرمان لیگ ۱۳۹۲ ایران

| رتبه | تیم              | امتیاز |
| ---- | ---------------- | ------ |
| ۱    | کشاورز قزوین     |        |
| ۲    | آرارات           |        |
| ۳    | شهرداری بندرعباس |        |
| ۴    | کوشا تهران       |        |

## ترکیب تیم‌های برتر
اسامی بازیکنان برتر تیم قهرمان کشاورز قزوین در مرحله نهایی عبارت است از: آینا گوکوآ، مژگان خدادادی، سحر نجفی
اسامی بازیکنان برتر تیم نایب قهرمان آرارات در مرحله نهایی عبارت است از: ناره اردشیان، وانه موسی خانیان، ایرین ارتونیان، ادنا عیساییان
اسامی بازیکنان برتر تیم سوم شهرداری بندرعباس در مرحله نهایی عبارت است از: هلن کهن اگنجیمی، انیس مرادی، مهسا پرانداخ
اسامی بازیکنان برتر تیم چهارم کوشا تهران در مرحله نهایی عبارت است از: فائزه شهریاری، شادی عبدوالوند، کیمیا یزدانیان، سارا حسینی، فاطمه ایزدبین